# 不存在的騎士
《不存在的騎士》（意大利語：Il cavaliere inesistente，英語：The nonexistent knight）是意大利作家伊塔罗·卡尔维诺于1959年出版的小说，當時作者已經退出了義共。
《不存在的騎士》與《分成兩半的子爵》和《樹上的男爵》合組為小說集《我們的祖先》，是三部曲中的最後一部。它們皆為當代的中篇小說，具幽默的風格和寓言性，是卡爾維諾早期的主要作品。此後，他開始創作文學，為求把文學的藝術發展往更理想的境界。

## 小說內容
阿吉洛夫（Agilulf）是法蘭西查理曼麾下的一個騎士，有別於其他的騎士，阿吉洛夫並不存在，亦沒有肉身，是一具會騎馬的中空的甲胄。但藉著堅定的意志，他不但可以與人類生存，更是一個完美的騎士—精通劍術，戰爭，歷史，數學，家居佈置等等。正因如此（阿吉洛夫常常追求完美和真理，又不肯說謊），每個人都討厭他。
在戰雲密佈的時代，漢波—一個年輕有為的男子—因父親被回教將軍所殺而潛入法蘭西（基督教）大軍的軍營，希望有一位騎士可以幫助他，但跑了一整天，又得到阿吉洛夫的指點，仍不得要領，反而要於次日跟隨大軍進行一場亂七八糟的戰役。後來漢波一遇上了女騎士布拉達曼特，就立即忘記要為父親復仇，決心擁有她。
同時，騎士朵利斯蒙（Torrismund）因為自己的真實身世而威脅了阿吉洛夫的騎士榮譽，阿吉洛夫就離開調查，查理曼和其他騎士都暗暗高興，除了愛慕他的布拉達曼特，知道消息後立即追逐阿吉洛夫。漢波見後起了妒意，也騎馬急追。
最後真相大白，每個人都確知阿吉洛夫是清白的，但此時灰心的阿吉洛夫已經離開了眾人，沒有收到最後的真相。漢波到森林找到了他的空甲胄，以及一張批准漢波穿著空甲胄的紙條。

## 評論

### 存在與不存在
本書的主要是探討存在和不存在，以及知道或不知道自己是否存在的問題。阿吉洛夫是不存在但認為自己存在的騎士，而他的僕人Gurduloo—一個神經似乎不正常的男子—則是存在但認為自己不存在。
在第四和第五章，作者寫下：
- It was not rare then to find names and thoughts and forms and institutions that corresponded to nothing in existence. (Chapter4)

- I (Agilulf) can truly call myself privileged, I who can live without it (carcass) and do all… Many things I manage to do better than those who exist, since I lack their usual defects of coarseness, carelessness, incoherence, smell. (Chapter5)

作者於此小說以不存在的阿吉洛夫去表示那些只有名字存在而在我們身邊又不以實體存在的事物—它們都是在人類的眼中十分美好，完美，做事可以比我們更有效率。有些人甚至會信任或愛上它們，認為它們比真實存在的更真實（solid），但當然會有人妒嫉或討厭它們；然而，它們可能會像阿吉洛夫一樣經不起某種打擊（如聲譽受損）而消失得無影無蹤。
普遍認為，阿吉洛夫是指機構人，即為大型團體與機構之代表。
- …the world was polluted with objects and capacities and persons who lacked any name or distinguishing mark. (Chapter 4)

而存在但認為自己不存在的Gurduloo會隨著環境，周圍的物件和氣候而改變自己存在的名字，形式等等，所以他所欠缺的是上述的“特徵”（distinguishing mark）。可能作者相信我們的世界就是充滿這種人事物，甚至，我們就是其中之一：
- … asked the emperor graciously，“He (Gurduloo) doesn't seem to me know what's going through that pate of his.”

“Who are we to understand, Majesty?” The old peasant was speaking the modest wisdom of one who had seen a good deal of life… (Chapter 3)
- (Torrismund said) “Am I to consider myself an equal to this squire of mine, Gurduloo, who doesn't even know if he exists or not?”

(Peasants said) “He will learn too…We ourselves did not know we exist… One can also learn to be…” (Chapter 11)

### 傳說與真實及矛盾

#### 傳說與真實
傳說中的聖杯武士曾出現於此書。聖杯武士可說是英國最著名的英雄傳說，電影奪寶奇兵的第三集亦是與他們有關。在這些難以證明的傳說中，聖杯武士給予別人的印象都是神聖和偉大的。騎士朵利斯蒙在遇見他們前和時，都有同樣的想法，甚至渴望加入他們的行列，直至聖杯武士口裏聲稱愛護整個世界，拳頭卻抓緊戰矛刺殺平民。這種矛盾是小說中常見的諷刺方法，主要是為反映社會的黑暗。

#### 矛盾
卡爾維諾在寫作我們的祖先三部曲時，似乎希望可以同時訴說出世界和人類言行所包含的矛盾—天生且不能被改善的矛盾。在二部曲分成兩半的子爵中，作者亦至少提及了兩種人性的矛盾。

### 平等觀
聖杯武士在此書中是掌權者，控制著住於古渥登平民的生活，但在騎士朵利斯蒙的支持下，他們趕走了聖杯武士，並開始他們的和平生活。其後，大帝要求朵利斯蒙作古渥登的伯爵，但農民反而要求朵利斯蒙以百姓的生份居住於古渥登。
“…We've obeyed for so long…But now we've seen one can live quite well without having truck with either knights or counts… Stay here if you wish… but as equals…”
這使人想起共產主義最基本的原則：當地的農民了解到原來脫離統治可以是脫離迫壓，生活因而得到改善。但當然，位於他們之上的還是他們的法律（our laws respected by ourselves）。

### 人物身份
根據美國作家戈爾·維達爾於艾文理大學發表的論文，他認為卡爾維諾在此小說中故意把一個人物的身份冠以不同代名詞，即是：“我”和“他”可能是同一個角色，這一手法在日後其他的著作中都有出現。